# Slow Hands (Niall Horan)
Slow Hands è un singolo del cantautore irlandese Niall Horan, pubblicato il 4 maggio 2017 come secondo estratto dal primo album in studio Flicker.
Il brano è stato scritto da Horan insieme ad Alexander Izquierdo, John Ryan, Julian Bunetta, Ruth Anne Cunningham e Tobias Jesso Jr.

## Tracce
Download digitale
1. Slow Hands – 3:07

Download digitale – Acoustic
1. Slow Hands (Acoustic) – 2:40

Download digitale – Basic Tape Remix
1. Slow Hands (Basic Tape Remix) – 3:02

Download digitale – Jay Pryor Remix
1. Slow Hands (Jay Pryor Remix) – 2:40